# Djetelina s četiri lista
Djetelina s četiri lista, rjeđi pojavni oblik djeteline (lat. Trifolium), koji tradicionalno simbolizira sreću te se stoga koristio kao talisman, ali i kao grb gradova, plemićkih obitelji i država. Prema pučkom vjerovanju, djetelina s četiri lista štiti onog tko je posjeduje od vila, štiti kuću i koristi se pri pripremi ljubavnih čarolija. Ista vjerovanja tvrde da svaki od četiri lista djeteline ima svoje značenje. Prvi predstavlja vjeru, drugi nadu, treći ljubav, a četvrti sreću.